# جون باتريك
جون باتريك (بالإنجليزية: John Patrick)‏ (و. 1898 – 1959 م) هو لاعب اتحاد الرغبي، من الولايات المتحدة الأمريكية، ولد في بالو ألتو، كاليفورنيا، شارك في ألعاب أولمبية صيفية 1924، وألعاب أولمبية صيفية 1920، توفي في سان فرانسيسكو، عن عمر يناهز 61 عاماً.

## روابط خارجية
- جون باتريك عل موقع إسبنسكروم (الإنجليزية)
- جون باتريك على موقع أوليمبيديا (الإنجليزية)